# Povjerenje
Povjerenje označava osjećaj da će razvoj situacije ili događaja imati pozitivan ili očekivani tok. Važna značajka je postojanje alternativnoga toka. To razlikuje osjećaj povjerenja od osjećaja nade.
Povjerenje znači također očekivanje od osobe od povjerenja ili organizacije da će svoje buduće akcije oblikovati u okviru zajedničkih vrijednosti.
Osnove povjerenja čine kredibilitet, pouzdanost i autentičnost, koje se odnose kako na sadašnjost, tako i na buduće događaje.
Upotreba pojma u znanosti je različita, tako da je čak i unutar jedne discipline često kontroverzna.